# 2016年至2017年香港菁英盃
2016–17年香港菁英盃是第 2 屆香港菁英盃賽事，由香港足球總會主辦，因贊助原因冠名為「富力地產菁英盃」。舉辦這項賽事目的旨在為年輕球員製造更多上陣機會。 與其他本地盃賽不同的是，本項賽事冠軍不會獲得參與本季聯賽的季後附加賽資格。

## 賽制
每支參賽隊伍需派出不少於兩名 21 歲或以下（1995年1月1日或以後出生，即 U-22）本地青年球員及最多 6 名外援球員上陣；或於比賽全部過程中派出最多 4 名外援球員上陣。
十一支2016–17年香港超級聯賽球隊以單淘汰方式進行比賽。而R&F富力參與本賽事，則須根據香港超級聯賽章則第 H.14 項中所列明之出場球員限制作賽。

## 參賽球隊
參賽球隊為2016–17年港超聯的 11 支球隊：
| 球隊     | 上屆成績   | 奪冠次數 |
| -------- | ---------- | -------- |
| 東方龍獅 | 準決賽出局 | 0 次     |
| 冠忠南區 | 分組賽出局 | 0 次     |
| 南華     | 亞軍       | 0 次     |
| 傑志     | 分組賽出局 | 0 次     |
| 理文流浪 | 準決賽出局 | 0 次     |
| 元朗     | 分組賽出局 | 0 次     |
| 香港飛馬 | 冠軍       | 1 次     |
| 和富大埔 | 首次參賽   | 0次      |
| 港會     | 首次參賽   | 0 次     |
| 標準灝天 | 首次參賽   | 0 次     |
| R&F富力  | 首次參賽   | 0 次     |

## 賽程
以下是本屆賽事之賽事秩序：
| 階段     | 抽籤日期       | 賽事日期                       | 場數 | 球隊數目 |
| -------- | -------------- | ------------------------------ | ---- | -------- |
| 第一圈   | 2016年10月14日 | 2016年10月18日、11月23日、30日 | 3    | 11 → 8   |
| 半準決賽 | 2016年10月14日 | 2017年2月11日–2月12日          | 4    | 8 → 4    |
| 準決賽   | 2016年10月14日 | 2017年3月11日–3月12日          | 2    | 4 → 2    |
| 決賽     | 2016年10月14日 | 2017年5月3日                   | 1    | 2 → 1    |

## 賽事

### 第一圈
由於天氣惡劣以及場地積水問題，和富大埔對傑志的賽事改期進行。
| 2017年1月18日 M01 | 和富大埔   | 1–0  | 傑志 | 青衣運動場               |
| 20:00             | 盧卡斯 51' | 報告 |      | 入場人數： 344 ： 陸建燊 |

| 2016年11月23日 M02 | 港會 | 0–2  | 冠忠南區                | 小西灣運動場            |
| 20:00              |      | 報告 | 夏志明 23' · 加拉度 52' | 入場人數： 80 ： 何煒昇 |

| 2016年11月30日 M03 | 九巴元朗     | 1–3  | 標準灝天                     | 小西灣運動場            |
| 20:00              | 彭超然 45+3' | 報告 | 楊賜麟 19' · 艾華頓 71', 72' | 入場人數： 85 ： 陸建燊 |

### 半準決賽
| 2017年2月11日 M04 | 南華       | 1–4  | 和富大埔                                      | 旺角大球場                 |
| 14:30             | 謝家強 18' | 報告 | 盧卡斯 10' · 杜度 25' · 伊達 66' · 陳俊樂 85' | 入場人數： 1,192 ： 湯巨森 |

| 2017年2月11日 M05 | 理文流浪               | 2–4 (加時) | 冠忠南區                                          | 青衣運動場               |
| 17:30             | 基頓 28' · 許嘉樂 119' | 報告       | 劉學銘 82' · 蘇沙 97' · 迪基圖 103' · 夏志明 118' | 入場人數： 332 ： 廖國文 |

| 2017年2月12日 M06 | 東方龍獅                                                         | 7–1  | R&F富力  | 旺角大球場               |
| 14:30             | 勞高 23', 56', 84' · 基奧雲尼 38', 61' · 鄭少偉 72' · 李嘉進 75' | 報告 | 鐘柯 51' | 入場人數： 955 ： 陸建燊 |

| 2017年2月12日 M07                        | 香港飛馬 | 0–0 (加時) (4–3 )                        | 標準灝天 | 青衣運動場               |
| 17:30                                    |          | 報告                                     |          | 入場人數： 372 ： 劉晃熙 |
|                                          |          |                                          |          |                          |
| 利馬 · 艾華度 · 迪亞高 · 蕭俊銘 · 查維斯 |          | 艾華頓 · 美高 · 廖培楓 · 尹東憲 · 摩域治 |          |                          |

### 準決賽
| 2017年3月11日 M08 | 冠忠南區 | 0–3  | 和富大埔                       | 旺角大球場                 |
| 15:00             |          | 報告 | 陳俊樂 45+3' · 魯卡斯 67', 84' | 入場人數： 1,236 ： 陸建燊 |

| 2017年3月10日 M09 | 香港飛馬         | 2–1 (加時) | 東方龍獅     | 旺角大球場               |
| 20:00             | 查維斯 72', 120' | 報告       | 基奧雲尼 65' | 入場人數： 930 ： 湯巨森 |

### 決賽
| 2017年5月3日 M10 | 和富大埔 | 2–1 (加時) | 香港飛馬 | 旺角大球場                 |
| 15:00            |          | 報告       |          | 入場人數： 2,956 ： 陸建燊 |

## 外部連結
- 香港足球總會官方網站（页面存档备份，存于） （繁體中文）